# Bahnstrecke Lyon-Saint-Clair–Bourg-en-Bresse
| Bahnhof Sathonay, 1920er-Jahre |                                | | |
| Streckennummer (SNCF): | 886 000                        | | |
| Streckenlänge: | 56,7 km                        | | |
| Spurweite: | 1435 mm (Normalspur)           | | |
| Stromsystem: | Lyon–Sathonay 1,5 kV =         | | |
| Maximale Neigung: | 20 (im Tunnel des Mercières) ‰ | | |
| Zweigleisigkeit: | teilweise ja                   | | |
| |                                | | |
| \| \| \| \| \| \| \| \| Bahnstrecke Collonges-Fontaines–Lyon-Guillotière v. Lyon-G. u. Bahnstrecke Lyon–Genève von Lyon-Perrache \| \| \| \| \| \| \| \| \| ~8,0 \| Rhône (~270 m) \| Rhône (~270 m) \| \| \| 8,4 \| Lyon-Saint-Clair (Keilbahnhof) \| 177 m \| \| \| \| Bahnstrecke Collonges-Fontaines–Lyon-Guillotière n. Collonges \| \| \| \| ~8,5 \| D 483 (ehem. N 84) \| D 483 (ehem. N 84) \| \| \| \| Bahnstrecke Lyon–Genève nach Genf \| \| \| \| 8,6 \| Tunnel de Saint-Clair (88 m) \| Tunnel de Saint-Clair (88 m) \| \| \| 8,8 \| Tunnel de Vassieux (163 m) \| Tunnel de Vassieux (163 m) \| \| \| ~9,2 \| D 483 (ehem. N 84) \| D 483 (ehem. N 84) \| \| \| ~10,9 \| D 483 (ehem. N 84) \| D 483 (ehem. N 84) \| \| \| ~11,4 \| ehem. N 83 (heute ohne Verkehr) \| ehem. N 83 (heute ohne Verkehr) \| \| \| 12,6 \| Tunnel des Mercières (1168 m) \| Tunnel des Mercières (1168 m) \| \| \| \| Bahnstrecke Lyon-Croix-Rousse–Trévoux von Lyon-La Croix R. \| \| \| \| 13,5 \| Sathonay–Rillieux \| 265 m \| \| \| 13,7 \| Bahnstrecke Lyon-Croix-Rousse–Trévoux nach Trévoux \| Bahnstrecke Lyon-Croix-Rousse–Trévoux nach Trévoux \| \| \| \| Abzw. Lyon-Saint-Clair; LGV Sud-Est von Paris \| \| \| \| ~18,7 \| Grenze Département Rhône / Ain \| Grenze Département Rhône / Ain \| \| \| ~19,2 \| LGV Rhône-Alpes nach Marseille \| LGV Rhône-Alpes nach Marseille \| \| \| 19,8 \| A 46 \| A 46 \| \| \| 20,7 \| Les Échets \| 278 m \| \| \| 23,4 \| Mionnay \| 288 m \| \| \| 27,4 \| Saint-André-de-Corcy \| 297 m \| \| \| 28,5 \| Étang de Sure \| Étang de Sure \| \| \| 32,0 \| Saint-Marcel-en-Dombes \| 287 m \| \| \| 33,5 \| Étang Grand-Glareins (2×) \| Étang Grand-Glareins (2×) \| \| \| 35,2 \| Étang des Combes \| Étang des Combes \| \| \| 36,5 \| Étang du Grand-Turlet \| Étang du Grand-Turlet \| \| \| 37,6 \| Chalaronne \| Chalaronne \| \| \| ~37,9 \| D 70 (ehem. N 504) \| D 70 (ehem. N 504) \| \| \| \| Bahnstrecke Ars–Ambérieu-en-B. (Tramways de l’Ain, TA) n. Ars \| \| \| \| 38,1 \| Villars-les-Dombes \| 280 m \| \| \| \| Bahnstrecke Ars–Ambérieu (TA) nach Ambérieu-en-Bugey \| \| \| \| 39,6 \| Étang Chénevier \| Étang Chénevier \| \| \| 40,2 \| Étang Filiolière \| Étang Filiolière \| \| \| 45,0 \| Renon \| Renon \| \| \| \| Bahnstrecke Marlieux–Châtillon-sur-Chalaronne (TA) v. Châtillon \| \| \| \| 45,8 \| Marlieux – Châtillon \| 270 m \| \| \| 51,7 \| Saint-Paul-de-Varax \| 268 m \| \| \| ~52,1 \| D 70B (ehem. N 83) \| D 70B (ehem. N 83) \| \| \| 56,3 \| Servas – Lent \| 266 m \| \| \| 59,4 \| Veyle \| Veyle \| \| \| \| Bahnstrecke Mâcon–Ambérieu von Ambérieu \| \| \| \| \| Bahnstrecke Bourg-en-Bresse–Bellegarde von Bellegarde \| \| \| \| ~64,6 \| D 1083 (ehem. N 83) \| D 1083 (ehem. N 83) \| \| \| 65,1 \| Bourg-en-Bresse \| 241 m \| \| \| \| Bahnstrecke Chalon-sur-Saône–Bourg-en-Bresse nach Chalon \| \| \| \| \| Bahnstrecke Mâcon–Ambérieu nach Mâcon \| \| \| \| \| Bahnstrecke Mouchard–Bourg-en-Bresse n. Bourg-en-Bresse \| \| |                                | | |
| |                                | | |
| Strecke |                                | Bahnstrecke Collonges-Fontaines–Lyon-Guillotière v. Lyon-G. u. Bahnstrecke Lyon–Genève von Lyon-Perrache | Bahnstrecke Collonges-Fontaines–Lyon-Guillotière v. Lyon-G. u. Bahnstrecke Lyon–Genève von Lyon-Perrache |
| |                                | | |
| Brücke über Wasserlauf | ~8,0                           | Rhône (~270 m)                                                                                           | Rhône (~270 m)                                                                                           |
| ehemaliger Bahnhof | 8,4                            | Lyon-Saint-Clair (Keilbahnhof)                                                                           | 177 m |
| Abzweig geradeaus und nach links |                                | Bahnstrecke Collonges-Fontaines–Lyon-Guillotière n. Collonges                                            | Bahnstrecke Collonges-Fontaines–Lyon-Guillotière n. Collonges                                            |
| Strecke mit Straßenbrücke | ~8,5                           | D 483 (ehem. N 84)                                                                                       | D 483 (ehem. N 84)                                                                                       |
| Abzweig geradeaus und nach rechts |                                | Bahnstrecke Lyon–Genève nach Genf                                                                        | Bahnstrecke Lyon–Genève nach Genf                                                                        |
| Tunnel | 8,6                            | Tunnel de Saint-Clair (88 m)                                                                             | Tunnel de Saint-Clair (88 m)                                                                             |
| Tunnel | 8,8                            | Tunnel de Vassieux (163 m)                                                                               | Tunnel de Vassieux (163 m)                                                                               |
| Strecke mit Straßenbrücke | ~9,2                           | D 483 (ehem. N 84)                                                                                       | D 483 (ehem. N 84)                                                                                       |
| Brücke | ~10,9                          | D 483 (ehem. N 84)                                                                                       | D 483 (ehem. N 84)                                                                                       |
| Strecke mit Straßenbrücke | ~11,4                          | ehem. N 83 (heute ohne Verkehr)                                                                          | ehem. N 83 (heute ohne Verkehr)                                                                          |
| Tunnel | 12,6                           | Tunnel des Mercières (1168 m)                                                                            | Tunnel des Mercières (1168 m)                                                                            |
| Abzweig geradeaus und ehemals von links |                                | Bahnstrecke Lyon-Croix-Rousse–Trévoux von Lyon-La Croix R.                                               | Bahnstrecke Lyon-Croix-Rousse–Trévoux von Lyon-La Croix R.                                               |
| Bahnhof | 13,5                           | Sathonay–Rillieux                                                                                        | 265 m |
| Abzweig geradeaus und nach links | 13,7                           | Bahnstrecke Lyon-Croix-Rousse–Trévoux nach Trévoux                                                       | Bahnstrecke Lyon-Croix-Rousse–Trévoux nach Trévoux                                                       |
| |                                | Abzw. Lyon-Saint-Clair; LGV Sud-Est von Paris                                                            | |
| Grenze | ~18,7                          | Grenze Département Rhône / Ain                                                                           | Grenze Département Rhône / Ain                                                                           |
| Kreuzung geradeaus oben | ~19,2                          | LGV Rhône-Alpes nach Marseille                                                                           | LGV Rhône-Alpes nach Marseille                                                                           |
| Strecke mit Straßenbrücke | 19,8                           | A 46 | A 46 |
| Haltepunkt / Haltestelle | 20,7                           | Les Échets                                                                                               | 278 m |
| Haltepunkt / Haltestelle | 23,4                           | Mionnay                                                                                                  | 288 m |
| Bahnhof | 27,4                           | Saint-André-de-Corcy                                                                                     | 297 m |
| Brücke über Wasserlauf | 28,5                           | Étang de Sure                                                                                            | Étang de Sure                                                                                            |
| Haltepunkt / Haltestelle | 32,0                           | Saint-Marcel-en-Dombes                                                                                   | 287 m |
| Brücke über Wasserlauf | 33,5                           | Étang Grand-Glareins (2×)                                                                                | Étang Grand-Glareins (2×)                                                                                |
| Brücke über Wasserlauf | 35,2                           | Étang des Combes                                                                                         | Étang des Combes                                                                                         |
| Brücke über Wasserlauf | 36,5                           | Étang du Grand-Turlet                                                                                    | Étang du Grand-Turlet                                                                                    |
| Brücke über Wasserlauf | 37,6                           | Chalaronne                                                                                               | Chalaronne                                                                                               |
| ehemaliger Bahnübergang | ~37,9                          | D 70 (ehem. N 504)                                                                                       | D 70 (ehem. N 504)                                                                                       |
| Strecke · U-Bahn-Strecke von links (außer Betrieb) |                                | Bahnstrecke Ars–Ambérieu-en-B. (Tramways de l’Ain, TA) n. Ars                                            | Bahnstrecke Ars–Ambérieu-en-B. (Tramways de l’Ain, TA) n. Ars                                            |
| Bahnhof · U-Bahn-Bahnhof | 38,1                           | Villars-les-Dombes                                                                                       | 280 m |
| U-Bahn-Strecke quer · Kreuzung geradeaus oben · U-Bahn-Strecke nach rechts (außer Betrieb) |                                | Bahnstrecke Ars–Ambérieu (TA) nach Ambérieu-en-Bugey                                                     | Bahnstrecke Ars–Ambérieu (TA) nach Ambérieu-en-Bugey                                                     |
| Brücke über Wasserlauf | 39,6                           | Étang Chénevier                                                                                          | Étang Chénevier                                                                                          |
| Brücke über Wasserlauf | 40,2                           | Étang Filiolière                                                                                         | Étang Filiolière                                                                                         |
| Brücke über Wasserlauf | 45,0                           | Renon | Renon |
| Strecke · U-Bahn-Strecke von links (außer Betrieb) |                                | Bahnstrecke Marlieux–Châtillon-sur-Chalaronne (TA) v. Châtillon                                          | Bahnstrecke Marlieux–Châtillon-sur-Chalaronne (TA) v. Châtillon                                          |
| Haltepunkt / Haltestelle · U-Bahn-Kopfbahnhof Streckenende | 45,8                           | Marlieux – Châtillon                                                                                     | 270 m |
| Bahnhof | 51,7                           | Saint-Paul-de-Varax                                                                                      | 268 m |
| Brücke | ~52,1                          | D 70B (ehem. N 83)                                                                                       | D 70B (ehem. N 83)                                                                                       |
| Haltepunkt / Haltestelle | 56,3                           | Servas – Lent                                                                                            | 266 m |
| Brücke über Wasserlauf | 59,4                           | Veyle | Veyle |
| Strecke quer |                                | Bahnstrecke Mâcon–Ambérieu von Ambérieu                                                                  | Bahnstrecke Mâcon–Ambérieu von Ambérieu                                                                  |
| Abzweig geradeaus und von rechts |                                | Bahnstrecke Bourg-en-Bresse–Bellegarde von Bellegarde                                                    | Bahnstrecke Bourg-en-Bresse–Bellegarde von Bellegarde                                                    |
| Strecke mit Straßenbrücke | ~64,6                          | D 1083 (ehem. N 83)                                                                                      | D 1083 (ehem. N 83)                                                                                      |
| Bahnhof | 65,1                           | Bourg-en-Bresse                                                                                          | 241 m |
| Abzweig geradeaus und ehemals nach links |                                | Bahnstrecke Chalon-sur-Saône–Bourg-en-Bresse nach Chalon                                                 | Bahnstrecke Chalon-sur-Saône–Bourg-en-Bresse nach Chalon                                                 |
| Abzweig geradeaus und nach links |                                | Bahnstrecke Mâcon–Ambérieu nach Mâcon                                                                    | Bahnstrecke Mâcon–Ambérieu nach Mâcon                                                                    |
| Strecke |                                | Bahnstrecke Mouchard–Bourg-en-Bresse n. Bourg-en-Bresse                                                  | Bahnstrecke Mouchard–Bourg-en-Bresse n. Bourg-en-Bresse                                                  |

Die Bahnstrecke Lyon-Saint-Clair–Bourg-en-Bresse ist eine teils zweigleisige, etwa 57 Kilometer lange Bahnstrecke in Frankreich. Sie stellt eine Verbindung her zwischen der Metropolregion Lyon im Süden mit Strecken nach Mâcon, Dijon, Besançon und Genf sowie darüber hinaus in Richtung Paris-Gare de Lyon und Mulhouse. Sie wird sowohl im Personen- als auch im Güterverkehr benutzt.

## Geschichte
Die Strecke wurde von der Gesellschaft de la Dombes mit Sitz in Croix-Rousse ins Leben gerufen. Die Compagnie de la Dombes wurde am 2. September 1864 von Louis Frémy (1805–1891), Gouverneur der Crédit Foncier, dem Geschäftsmann und Philanthropen François Barthélemy Arlès-Dufour (1797–1872), Alexandre Bodin (1804–1893), Abgeordneter und Mitglied der Nationalversammlung im Zweiten Kaiserreich, Léopold, Graf Le Hon (1832–1879), Sohn von Charles Le Hon und Kabinettschef des Grafen Charles de Morny, dem Ingenieur und Eisenbahnpionier Félix Mangini (1836–1902), Amédée Sellier (1839–1922), Attaché des französischen Kommissariats bei der Londoner Weltausstellung und Direktor des Journal des Travaux Publics sowie Lucien Mangini (1833–1900) gegründet. Ein Zusatzvertrag genehmigte die Benutzung der Gleise zwischen La Croix-Rousse und Sathonay-Rillieux, die der Bahngesellschaft Compagnie du Chemin de Fer de Lyon Croix-Rousse–Sathonay gehörten. Die Gesellschaft de la Dombes sollte keine acht Jahre bestehen.
Zunächst wurde die Strecke von Sathonay nach Bourg-en-Bresse am 1. September 1866 eröffnet, womit noch kein Anschluss an den übrigen Bahnverkehr in Lyon bestand, weil die Bahnstrecke Lyon-Croix-Rousse–Trévoux bei ihrer Errichtung ein Inseldasei innehatte und somit erst mit dieser Bahnstrecke 1866 an das übrige Bahnnetz in Frankreich angeschlossen wurde.
Der Bau dieser Strecke fällt in die Zeit großer Bahn-Prosperität, in der sich immer neue Gesellschaften gründeten, um „auf den Zug aufzuspringen“. Der Markt für Investitionen war äußerst agil und genauso schnell, wie neue Unternehmungen aus dem Boden sprießen, so verschwanden sie auch wieder. So verhielt es sich auch mit der Compagnie de la Dombes, die zunächst am 28. Februar 1872 mit der Compagnie du Chemin de fer de Lyon (la Croix-Rousse) au camp de Sathonay zur Compagnie des Dombes et des chemins de fer du Sud-Est (DSE) fusioniert Aktiengesellschaft. Die Modalitäten der Übernahme wurden angefochten und gingen vor Gericht. Zunächst nach Lyon, dann in 2. Instanz an das Kassationsgericht, das die Anschuldigungen 1904 verneinte. Diese neue Gesellschaft DSE wurde von den Brüdern Mangini geleitet. Doch ihre Finanzkraft war zu schwach und sie mussten sich der Compagnie des chemins de fer de Paris à Lyon et à la Méditerranée (PLM) geschlagen geben, von der sie am 28. Juli 1881 übernommen wurden.
Am 12. April 1875 wurden die Weichen für die Verlängerung in Richtung Lyon gestellt. Ein Dekret bestätigt das öffentliche Interesse an dieser Strecke. Für die Verwirklichung waren besondere Maßnahmen notwendig. Der 1168 m lange Tunnel des Mercières musste mit einer kontinuierlichen Steigung von 19 ‰ – andere Quellen sprechen von 20 ‰ – gegraben werden, um den Höhenunterschied zu bewältigen. Die Strecke wurde am 15. Mai zunächst nur für den Güterverkehr, ab dem 8. November auch für Personenverkehr freigegeben.
Zunächst wurde nur ein Gleis verlegt, aber schon wenig später kam das Zweite auf der für zwei Gleise ausgelegten Strecke hinzu, wurde aber Anfang der 1920er Jahre aus strategischen Gründen wieder abgebaut, um dieses auf kriegswichtigen Strecken nahe der Front verlegen zu können. Dies wurde im Zweiten Weltkrieg 1942 rückgängig gemacht, doch bereits ein Jahr später bauten die Deutschen für eigene Zwecke dieses Gleis wieder ab. Seit Ende August 2008 ist eine vollständige Wiederherstellung der Zweigleisigkeit abgeschlossen. Ein Engpass stellt noch die Brücke über die A 46 beziehungsweise deren Stadtumfahrung A 462 dar.